# Ciatura
Chiatura este un oraș în Georgia.